# Disordini in Belize del 2005

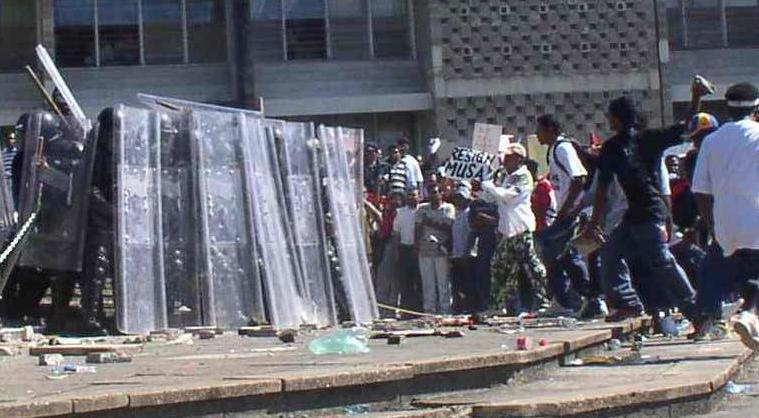
Scontri tra dimostranti e polizia a Belmopan il 21 gennaio.

I disordini in Belize del 2005 scoppiati a Belmopan, la capitale del Belize, nella metà di gennaio 2005, furono provocati dalla pubblicazione di un nuovo bilancio statale che prevedeva significativi aumenti delle tasse. Furono inoltre guidati dalla rabbia nei confronti del Partito Popolare Unito al potere, per il peggioramento delle condizioni fiscali del governo del Belize.
Il 13 gennaio 2005 il governo di Said Musa annunciò il suo preventivo di spesa per il 2005-2006. Questo comprendeva grossi aumenti delle tasse per diversi beni e imprese. Tra questi un aumento dell'undici percento della tassa sulla vendita dei beni immobili, un aumento del cinque percento delle tasse per le istituzioni finanziarie, un aumento dell'otto percento delle tasse sul tabacco, e uno del 100% delle tasse sul rum. Il governo sostenne che questi aumenti erano comparabili a quelli istituiti nel 1998 dal precedente governo del Partito Democratico Unito. Comunque, dopo anni di frustrazione popolare rispetto alla presunta malagestione e corruzione da parte del Partito Popolare Unito, il nuovo budget innescò proteste davanti al palazzo dell'Assemblea Nazionale il 15 gennaio, con scontri tra i dimostranti e la polizia. Le dimostrazioni continuarono per tutta la settimana successiva.

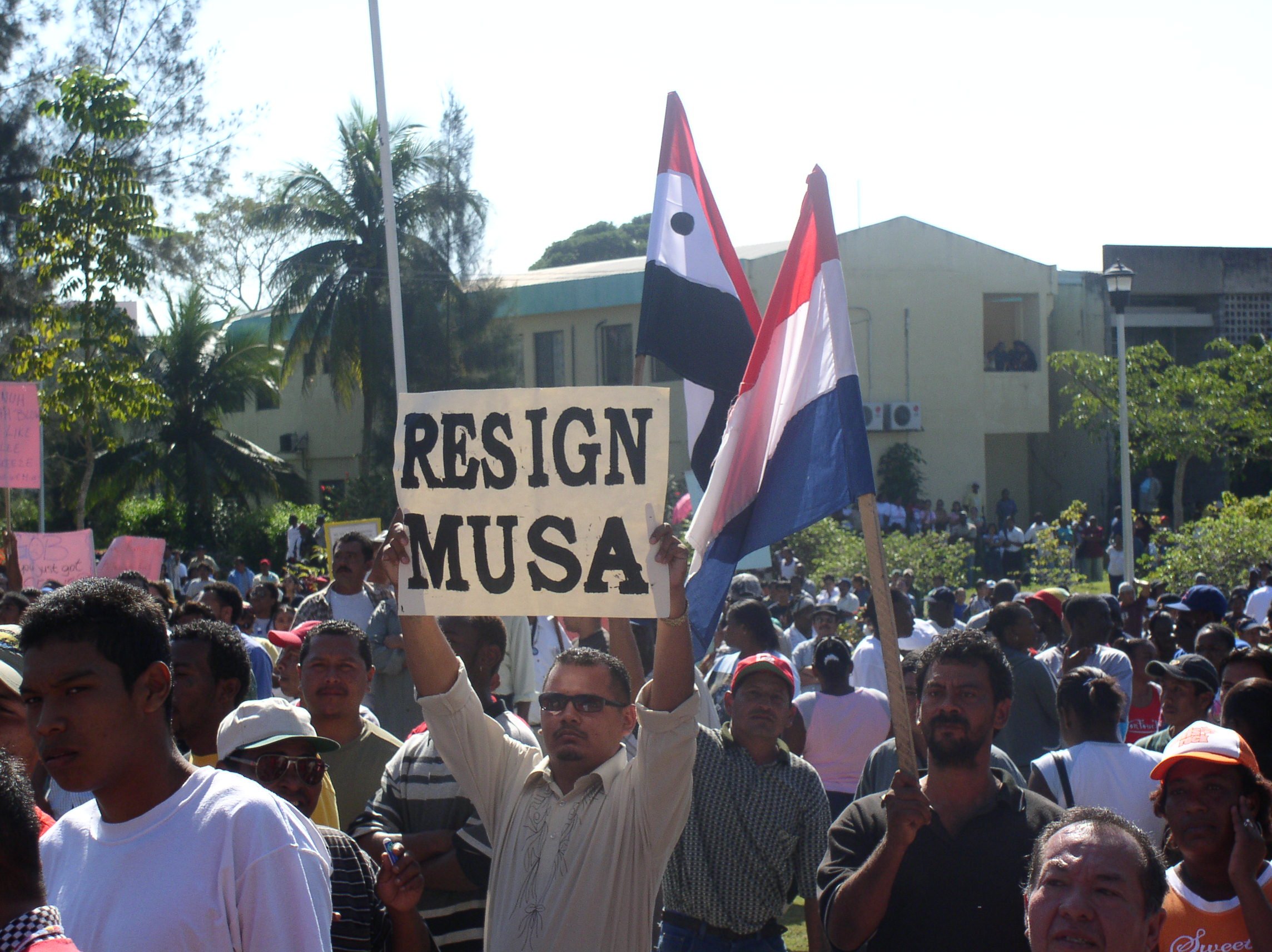
Folla all'esterno dell'Assemblea Nazionale, con cartelli che chiedono le dimissioni del primo ministro Said Musa.

Il 20 gennaio, la comunità finanziaria e i sindacati indissero uno sciopero nazionale di due settimane. Poiché i dipendenti non si presentarono al lavoro, il servizio di acqua potabile per gran parte del Belize venne interrotto. Il 21 gennaio, i notiziari locali riportarono dimostrazioni sparse a Belmopan, che coinvolsero l'incendio di alcuni edifici governativi e l'attuazione di blocchi stradali da parte dei dimostranti. I ministri nazionali che si recavano verso un edificio governativo vennero attaccati dai dimostranti con un lancio di pietre e bottiglie, causando l'intervento della polizia e dell'esercito per sedare i dimostranti. Telecamere erano state apparentemente installate all'esterno di alcuni edifici dove ci si aspettava un raduno di dimostranti, e gli edifici governativi erano stati barricati precauzionalmente.
Questa fu solo la terza volta che disordini di questo tipo colpirono il Belize. L'occasione più recente fu a metà degli anni ottanta, quando venne abbozzata una proposta per cedere parte della nazione al Guatemala.
Una grossa dimostrazione pubblica organizzata dall'opposizione si svolse a Belmopan in 21 gennaio. (Il PPU aveva apparentemente organizzato una contro-dimostrazione.) Questa si svolse all'esterno del palazzo dell'Assemblea Nazionale a Belmopan, e finì nella violenza. I dimostranti tirarono pietre contro la polizia, che rispose con proiettili di gomma e gas lacrimogeni. Il fuoco delle armi e le sirene erano udibili ad una distanza di almeno 1 km. Il suono di un'esplosione, significativamente più rumorosa dei colpi delle armi, venne udito; la causa di ciò non è chiara. Diversi dimostranti vennero arrestati, compreso 'Yellowman', un lealista del PDU. Il permesso per la dimostrazione cessò alle 15:00, ma ai dimostranti venne data una proroga di un'ora. Alla fine della proroga, le ripetute richieste di disperdersi vennero ampiamente ignorate. L'Ispettore Jefferires lesse alla folla il riot act, e dopo altri 40 minuti ordino alle forze anti-sommossa della polizia di disperdere la folla, il che avvenne con l'impiego di lacrimogeni e proiettili di gomma. Alcuni sindacalisti si stesero per terra rifiutandosi di andarsene; vennero trascinati a forza lontano dall'area.
La polizia si mantenne molto calma per tutto il giorno, anche se si disse che alcuni cadetti di polizia impiegarono una forza non necessaria contravvenendo agli ordini. Ci furono notizie di agenti più anziani che bloccavano i cadetti e li rimuovevano dalle linee della polizia, e alcune persone asseriscono che nessuna pietra venne lanciata se non dopo che un dimostrante venne colpito alla testa da un bastone brandito da un cadetto.